# Taliparamba
Taliparamba (o Tullipurmbu, Talipparamba) è una suddivisione dell'India, classificata come municipality, di 67.441 abitanti, situata nel distretto di Kannur, nello stato federato del Kerala. In base al numero di abitanti la città rientra nella classe II (da 50.000 a 99.999 persone).

## Geografia fisica
La città è situata a 12° 3' 0 N e 75° 20' 60 E e ha un'altitudine di 55 m s.l.m..

## Società

### Evoluzione demografica
Al censimento del 2001 la popolazione di Taliparamba assommava a 67.441 persone, delle quali 32.511 maschi e 34.930 femmine. I bambini di età inferiore o uguale ai sei anni assommavano a 7.830, dei quali 3.924 maschi e 3.906 femmine. Infine, coloro che erano in grado di saper almeno leggere e scrivere erano 55.088, dei quali 27.721 maschi e 27.367 femmine.